# بيز زوبو
بيز زوبو (بالإنجليزية: Piz Zupò)‏ هو أحد جبال سلسلة سلسلة بيرنينا ويقع في كانتون غراوبوندن في سويسرا. يحتل المرتبة رقم 25 في قائمة جبال سويسرا من حيث الارتفاع، إذ يبلغ ارتفاعه حوالي 3996 متر، بينما يبلغ ارتفاع نتوء الجبل 405 متر، هذا وقد سجل أول وصول لقمة الجبل عام 1863.